# Bobby Clark
Bobby Lamont Clark (sinh ngày 7 tháng 2 năm 2005) là một cầu thủ bóng đá người Anh thi đấu ở vị trí tiền vệ cho câu lạc bộ Liverpool tại Premier League.

## Sự nghiệp
Clark chuyển đến học viện của Liverpool từ Newcastle United vào tháng 8 năm 2021. Phí chuyển nhượng được cho là khoảng 1,5 triệu bảng Anh, bao gồm cả các khoản phụ phí. Anh đã ký hợp đồng chuyên nghiệp với câu lạc bộ ngay sau sinh nhật lần thứ 17 của mình vào tháng 2 năm 2022. Hợp đồng có thời hạn 5 năm và huấn luyện viên trưởng đội một của Liverpool, Jurgen Klopp, đã cam kết cá nhân rằng sẽ có một con đường dẫn đến đội một dành cho Clark.
Trong mùa giải 2021-22, Clark đã ghi 13 bàn thắng trong 23 trận đấu cho đội U18 Liverpool. Anh cũng có trận ra mắt cho đội dự Liverpool, tham dự giải đấu Premier League 2. Mùa hè năm 2022, Clark đã cùng đội một Liverpool tham gia chuyến du đấu châu Á với các trận đấu tại Thái Lan và Singapore. Clark đã được BBC Sport xếp vào danh sách Wonderkids (Những tài năng trẻ xuất sắc), avà được trang web này xác định là một trong "5 cầu thủ bóng đá trẻ người Anh đáng chú ý" vào tháng 8 năm 2022.
Clark đã ngồi dự bị trong trận đấu trên sân nhà đầu tiên của Liverpool ở mùa giải Premier League 2022-23, gặp Crystal Palace F.C. tại Anfield. Vào ngày 27 tháng 8 năm 2022, Clark đã có trận ra mắt chuyên nghiệp khi vào sân thay người cho Liverpool trong chiến thắng 9-0 trên sân nhà trước AFC Bournemouth tại Anfield.
Vào ngày 9 tháng 11 năm 2022, Clark đã đá chính trận đấu đầu tiên cho Liverpool trong chiến thắng trước Derby County ở vòng 3 EFL Cup tại Anfield.
Vào ngày 30 tháng 7 năm 2023, Clark đã ghi bàn thắng đầu tiên cho Liverpool trong trận giao hữu trước mùa giải gặp Leicester City, với kết quả chung cuộc là 4-0 nghiêng về Liverpool tại Sân vận động Quốc gia Singapore.

## Sự nghiệp quốc tế
Clark có trận ra mắt đội tuyển quốc gia U16 Anh trong trận đấu với U16 Wales vào tháng 4 năm 2021.
Vào ngày 21 tháng 9 năm 2022, Clark có trận ra mắt đội tuyển U18 Anh trong chiến thắng 1-0 trước Hà Lan ở Pinatar.
Vào ngày 6 tháng 9 năm 2023, Clark có trận ra mắt đội tuyển U19 Anh trong trận thua 1-0 trước Đức ở Oliva.

## Thống kê sự nghiệp
Tính đến  trận đấu diễn ra ngày 9 tháng 11 năm 2022
| Câu lạc bộ        | Mùa giải          | Giải đấu          | Giải đấu      | Giải đấu  | Cúp FA        | Cúp FA    | EFL Cup       | EFL Cup   | Châu Âu       | Châu Âu   | Khác          | Khác      | Tổng cộng     | Tổng cộng |
| Câu lạc bộ        | Mùa giải          | Phân hạng         | Số lần ra sân | Bàn thắng | Số lần ra sân | Bàn thắng | Số lần ra sân | Bàn thắng | Số lần ra sân | Bàn thắng | Số lần ra sân | Bàn thắng | Số lần ra sân | Bàn thắng |
| ----------------- | ----------------- | ----------------- | ------------- | --------- | ------------- | --------- | ------------- | --------- | ------------- | --------- | ------------- | --------- | ------------- | --------- |
| Liverpool         | 2022–23           | Premier League    | 1             | 0         | 0             | 0         | 1             | 0         | 0             | 0         | 0             | 0         | 2             | 0         |
| Tổng số sự nghiệp | Tổng số sự nghiệp | Tổng số sự nghiệp | 1             | 0         | 0             | 0         | 1             | 0         | 0             | 0         | 0             | 0         | 2             | 0         |